# Вернісаж

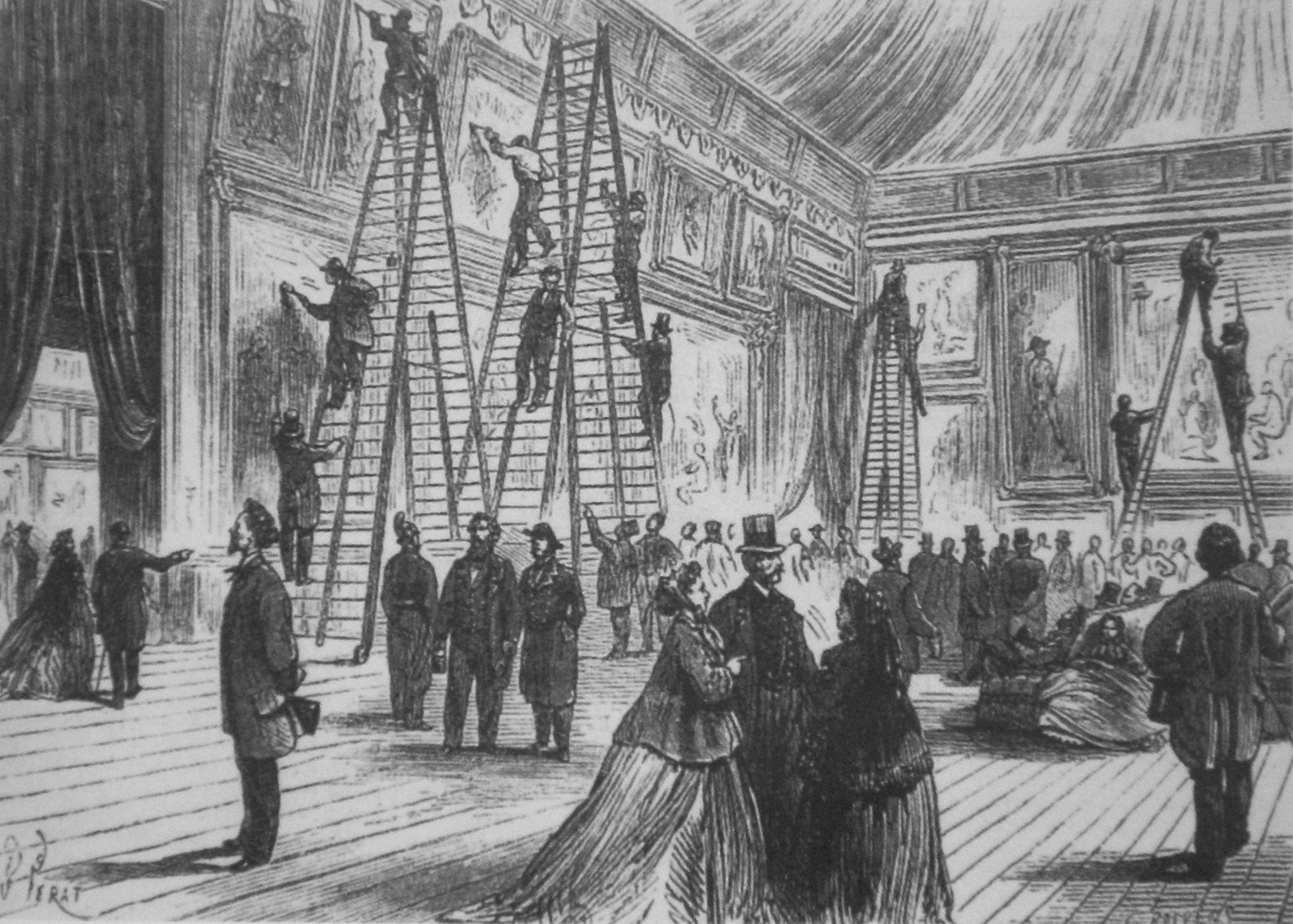
Лакування картин на вернісажі, Паризький салон 1863

Верніса́ж (від фр. vernissage, дос. «лакування») — урочисте відкриття художньої виставки для запрошених гостей, також для фахівців і критиків; часто поєднаний з пресконференцією.
У минулому вернісаж був день напередодні відкриття художньої виставки, коли робилися останні приготування й проводилося лакування картин.